# Ashaway
Ashaway es un lugar designado por el censo ubicado en el condado de Washington en el estado estadounidense de Rhode Island. En el año 2000 tenía una población de 1,537 habitantes y una densidad poblacional de 249 personas por km².

## Geografía
Ashaway se encuentra ubicado en las coordenadas 41°25′23″N 71°47′20″O / 41.42306, -71.78889. Según la Oficina del Censo, la ciudad tiene un área total de 6,2 km² (2,4 mi²), de la cual 6,1 km² (2,4 mi²) es tierra y 0,1 km² (0 mi²) (1.24%) es agua.

## Demografía
Según la Oficina del Censo en 2000 los ingresos medios por hogar en la localidad eran de $47,271, y los ingresos medios por familia eran $49,125. Los hombres tenían unos ingresos medios de $41,375 frente a los $25,556 para las mujeres. La renta per cápita para la localidad era de $21,149. Alrededor del 6.6% de la población estaban por debajo del umbral de pobreza.